# برکلوجانی
برکلوجانی (به لاتین: Brckovljani) یک منطقهٔ مسکونی در کرواسی است که در شهرستان زاگرب واقع شده‌است. برکلوجانی ۶٬۸۳۷ نفر جمعیت دارد.